# Heidenstraße

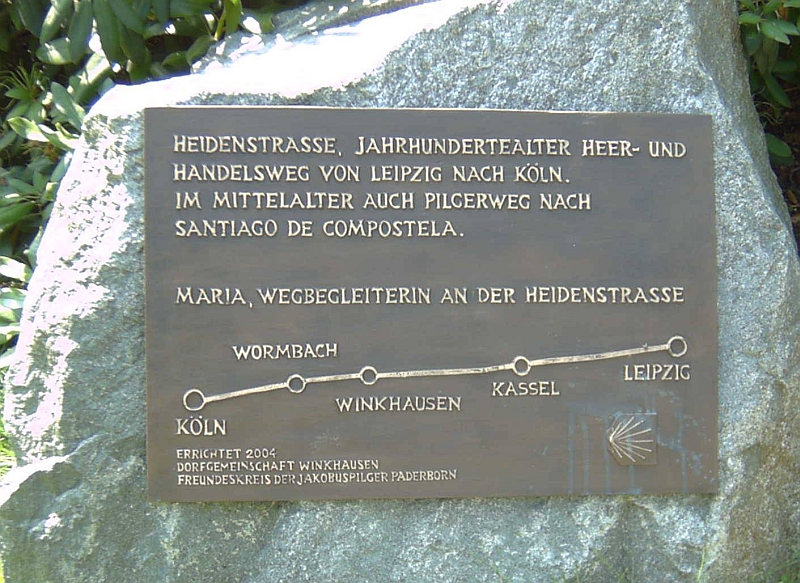
Hinweistafel in Winkhausen auf den Verlauf der Heidenstraße

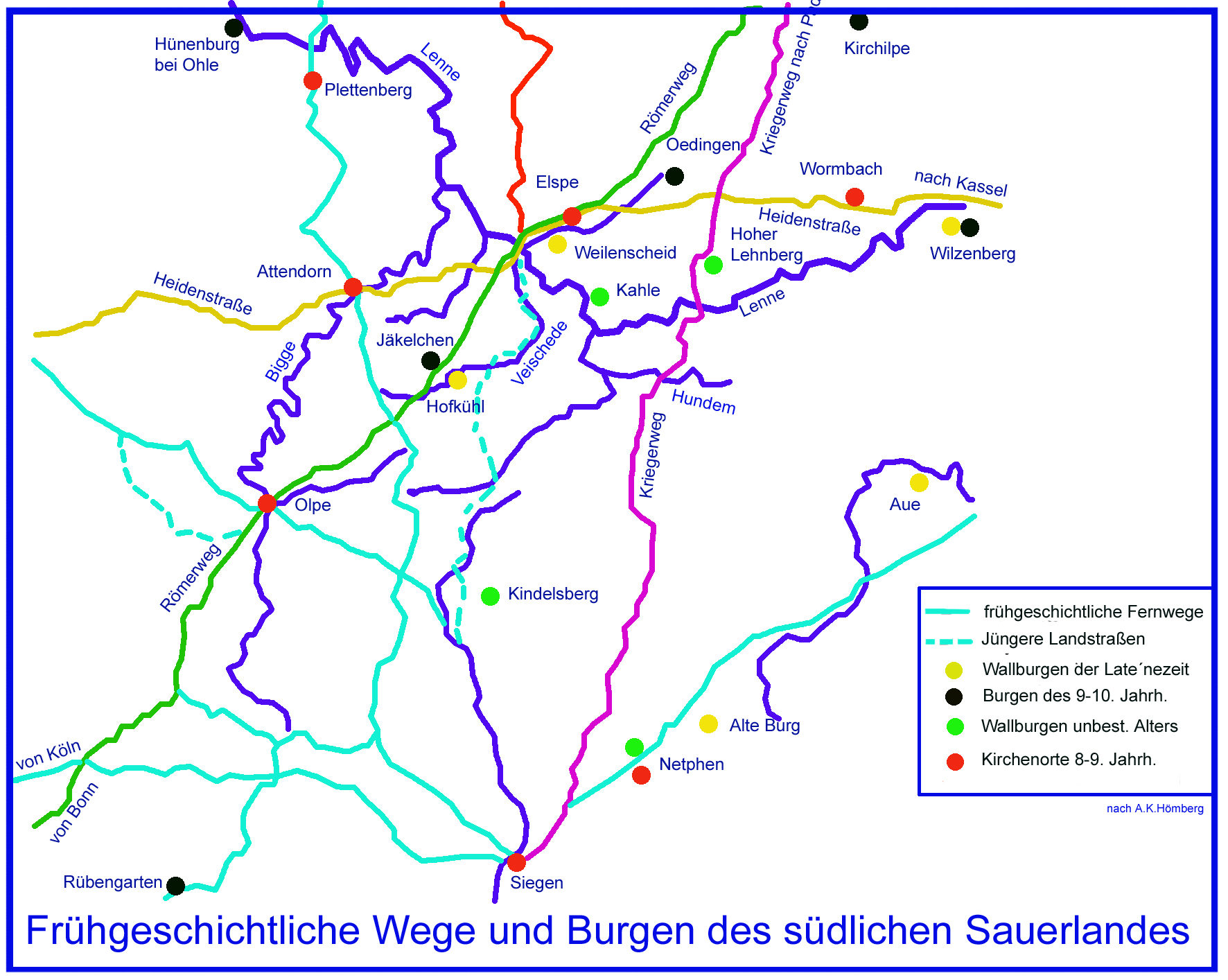
Frühgeschichtliche Wege und Burgen im südlichen Sauerland; Heidenstraße hier gelb dargestellt

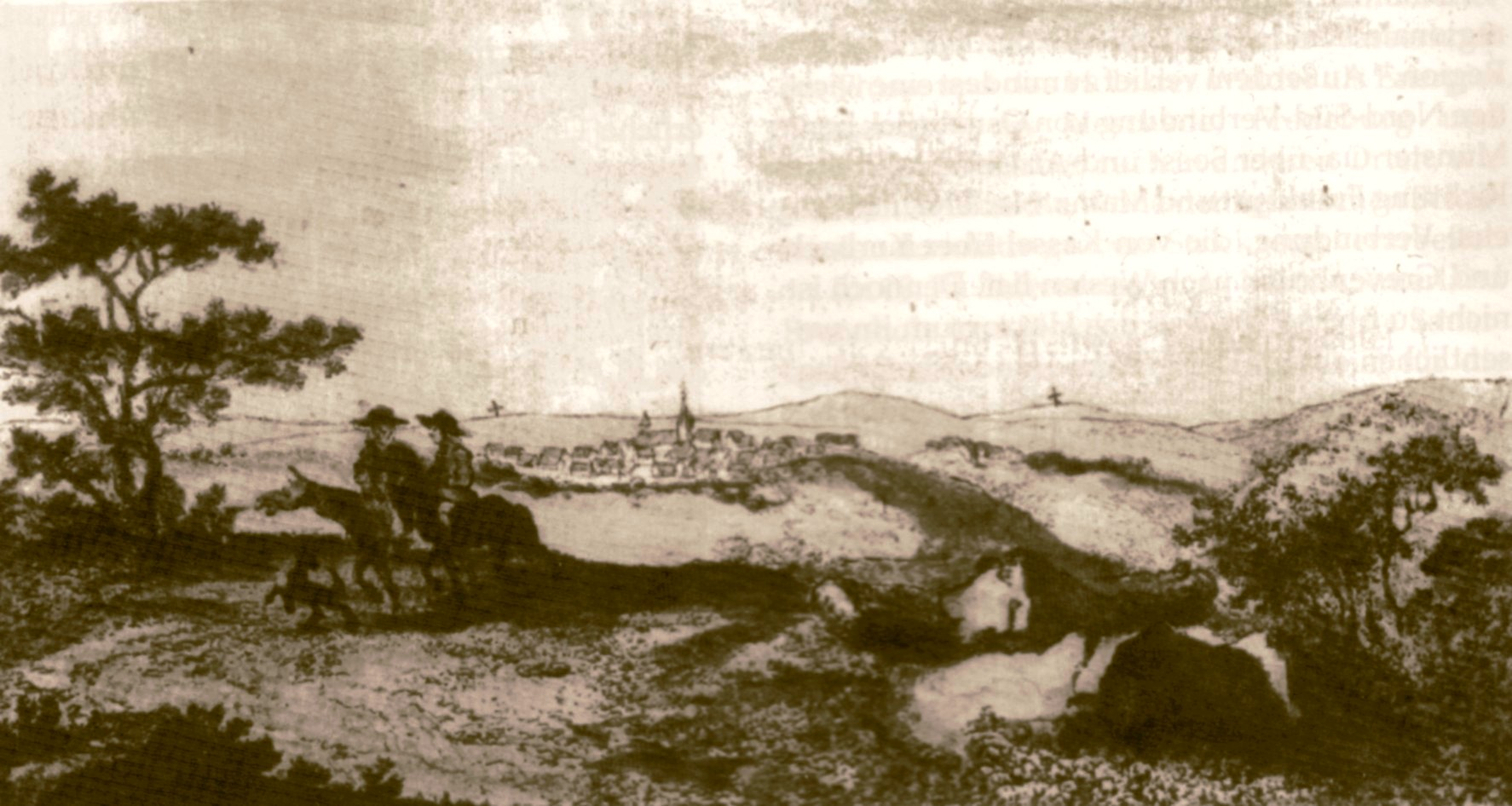
Winterberg um 1800. Die Abbildung zeigt – nach der Abholzung der Wälder insbesondere für die Köhlerei – eine heideartige Landschaft. Die dargestellten Reisenden befinden sich für den Ortskundigen offensichtlich auf der Heidenstrasse zwischen Winterberg und Küstelberg (nordöstlich von Winterberg am Dumel).

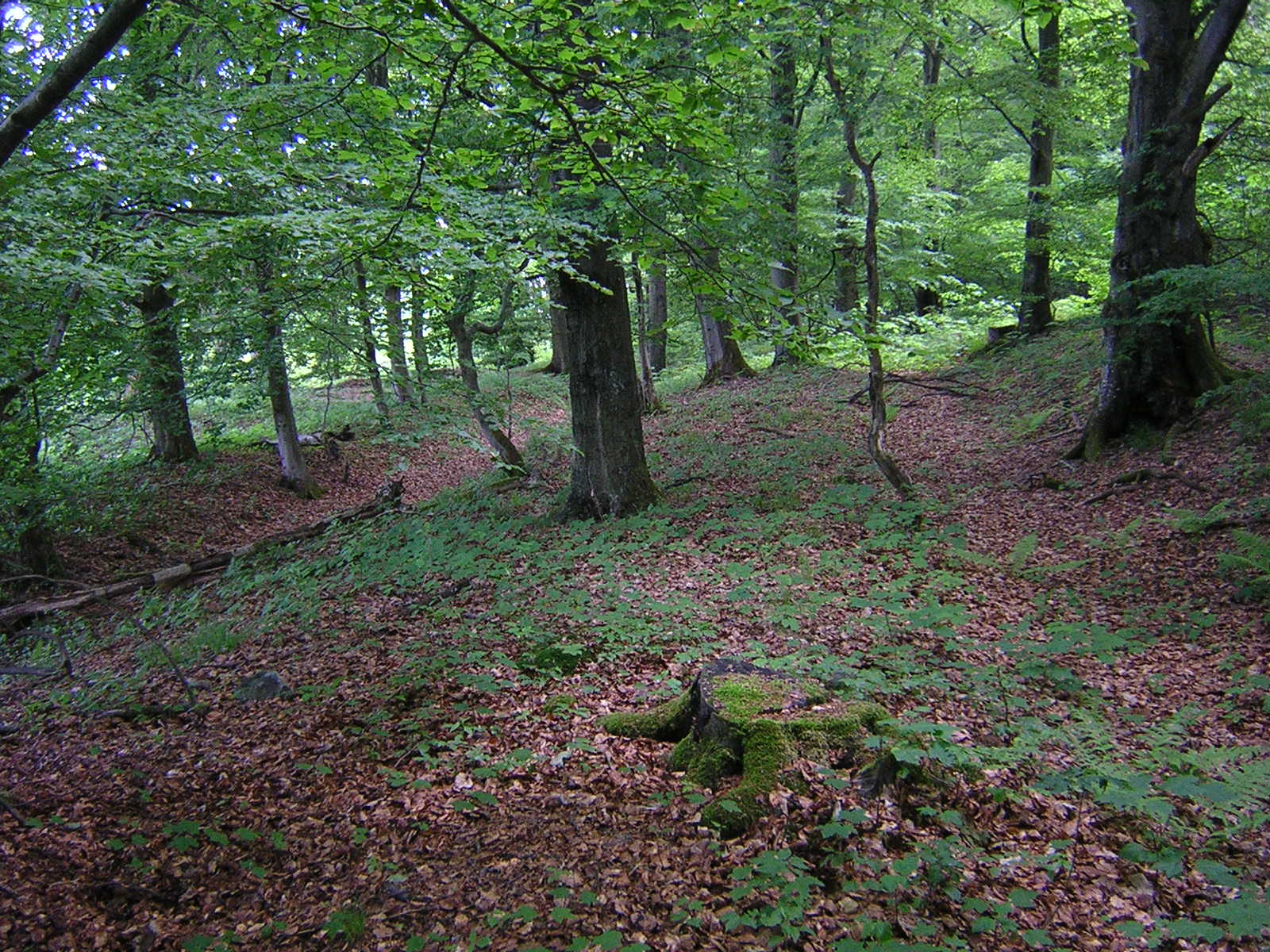
Heidenstraße zwischen Winterberg und Küstelberg heute

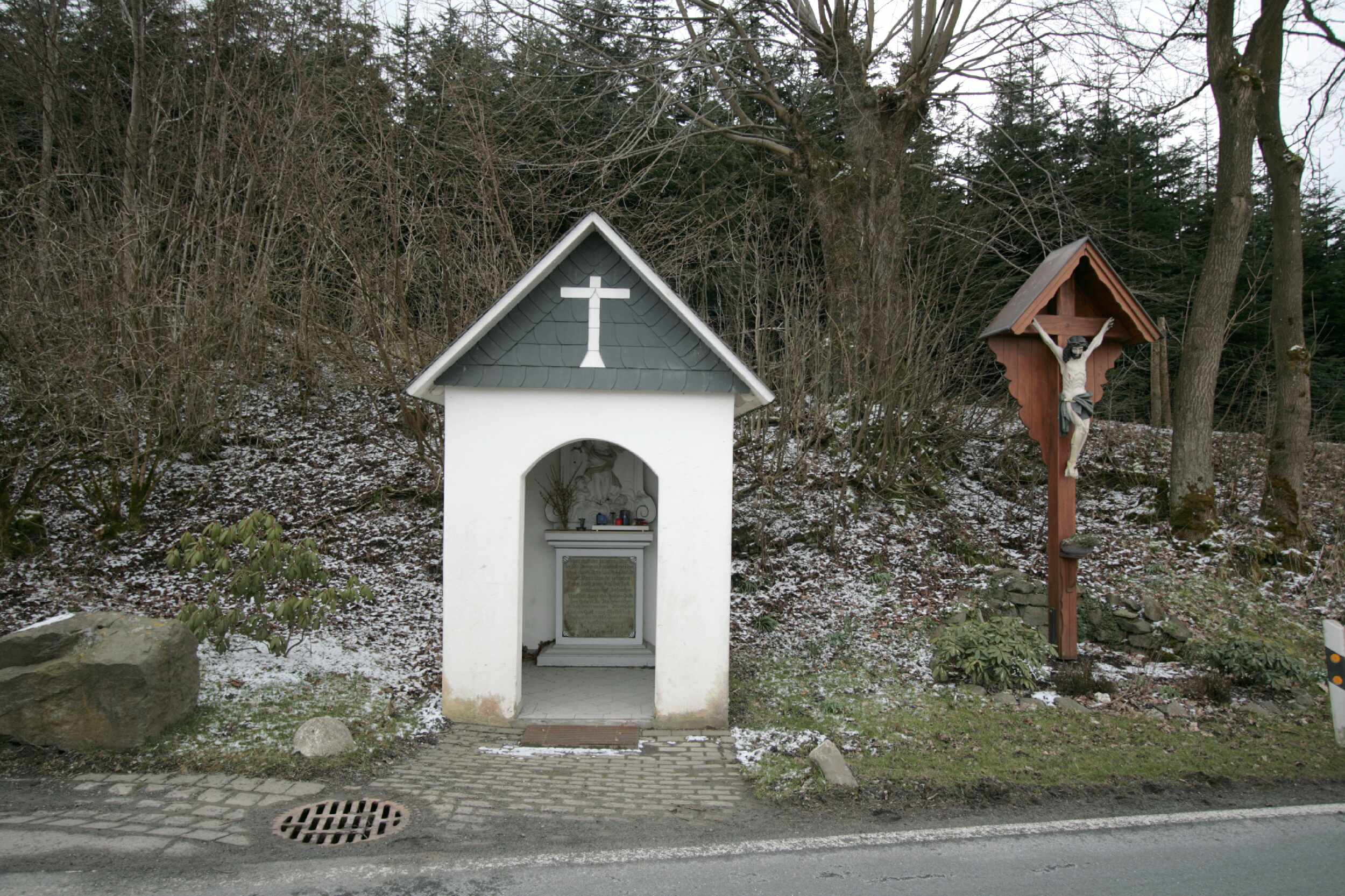
Bildstock an der Heidenstraße, Aufstieg zum Rennefeld (an der Haar)

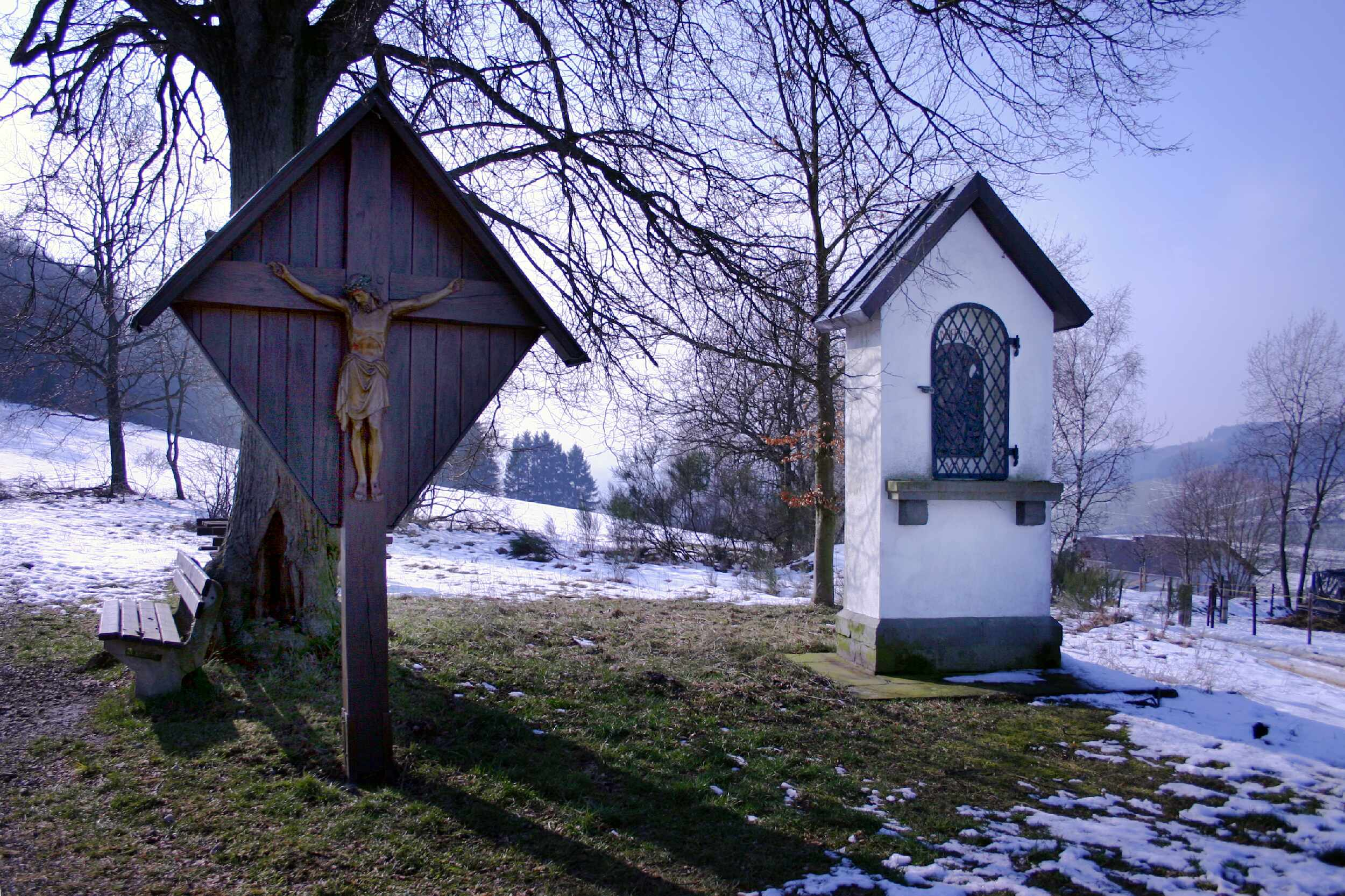
Lausebuche Elspe; hier trennen sich Heidenstraße und Römerweg

Die Heidenstraße war eine über 1000 Jahre alte und rund 500 Kilometer lange Heer- und Handelsstraße, die auf einem direkten Weg von Leipzig über Kassel nach Köln führte.

## Geschichte
Die alte Fernhandelsstraße wurde im Sauerland „Heidenstraße“ genannt.
Die Tatsache, dass mehrere vor- und frühgeschichtlichen Ringwälle im unmittelbaren Bereich der Heidenstraße liegen, hat die Historiker H. Böttger und Albert K. Hömberg veranlasst, sogar ein latènezeitliches Alter dieses Weges anzunehmen.
Anderenorts wurde die ab dem 8. Jahrhundert genutzte Straße auch „Köln-Kassler-Landstraße“ oder „alte Landstraße“ genannt. Auf dieser Straße zog vermutlich Kaiser Otto III. im Jahre 1000 vom Osten kommend nach Aachen. In Oedingen und Elspe fertigte er eine Urkunde aus.
Wie die „Heidenstraße“ zu ihrem Namen kam, ist bis heute nicht eindeutig geklärt. Eine Erklärung könnte möglicherweise daher kommen, dass die Christianisierung von Köln her entlang dieser Straße durchs Sauerland erfolgte. Das später kurkölnische Sauerland und Sachsen waren zur damaligen Zeit Missionsgebiete. Über den alten Verbindungsweg kamen Missionare zu den so genannten Heiden. Entlang der Heidenstraße befinden sich zahlreiche Urpfarreien. Nach Nicke ist eine wohl wahrscheinlichere Erklärung des Namens die, dass der Weg an vielen Stellen durch Heidelandschaften führte, die durch Abholzung und Beweidung entstanden waren.
Die Heidenstraße führte von Leipzig, wo die Straße eine zusätzliche Verbindung nach Breslau und Thorn hatte, über das Eichsfeld weiter nach Kassel. Die Strecke verlief dann durch Korbach und die Sauerländer Orte Medebach, Winterberg, Nordenau, Westfeld, Oberkirchen, Winkhausen, Gleidorf, Schmallenberg, Wormbach, Bracht, Elspe, Grevenbrück, Attendorn, Valbert/Grotewiese und Meinerzhagen. Der Heidenstraße folgend gelangte man dann über Marienheide und Wipperfürth nach Köln. Von der Luftlinie zwischen den Endpunkten weicht der Trassenverlauf der Heidenstraße geländebedingt nur wenige Kilometer ab.
Wegen ihrer Anbindung war die Heidenstraße im Mittelalter die wichtigste Straße für das Sauerland. Durch den Bau von weiteren Landstraßen im 19. Jahrhundert verlor die Heidenstraße ihre besondere Verkehrsbedeutung. Sie ist im Sauerland an vielen Stellen noch in Form von Hohlwegbündeln oder Gehölzstreifen im Landschaftsbild erkennbar und stellenweise als Bodendenkmal geschützt.